# Jozef Chovanec
Jozef Chovanec (Dolné Kočkovce (Tsjecho-Slowakije), 7 maart 1960) is een Tsjecho-Slowaaks voormalig voetballer. De Tsjech was tussen oktober 2014 en april 2015 trainer van ŠK Slovan Bratislava.

## Voetbalcarrière
Chovanec was een middenvelder en libero. Hij begon zijn carrière bij Sparta Praag. In 1979 tekende hij een contract bij TJ Rudá Hvězda Cheb (Rode Ster Cheb), waarna Chovanec na twee jaar weer terugkeerde naar Sparta Praag. Na zeven seizoen vertrok de toenmalige Tsjecho-Slowaak naar het buitenland, naar PSV. Na drie jaar PSV, waarmee hij 2x landskampioen werd en 2x de KNVB beker won, keerde hij in 1991 terug naar zijn oude liefde Sparta Praag, waar hij in 1995 zijn carrière afsloot.

## Trainerscarrière
- 1997-1998 AC Sparta Praag
- 1998-2001 Tsjechië (nationaal elftal)
- 2002-2003 FK Marila Příbram
- 2004 Slovan Bratislava
- 2005 Koeban Krasnodar
- 2008-dec 2011 Sparta Praag

## Bestuurder
Van 2006 - 2011 was Chovanec voorzitter van Sparta Praag.

## Trivia
In mei 2008 ontslaat hij coach Michal Bílek bij Sparta Praag en neemt vervolgens, als voorzitter, zelf de taken waar zodat hij een wel heel ongebruikelijk dubbelfunctie heeft, voorzitter en trainer.

## Erelijst
Sparta Praag
- Tsjecho-Slowaaks voetballer van het jaar

1986